# Wellen (bij Maagdenburg)
Wellen is een plaats en voormalige gemeente in de Duitse deelstaat Saksen-Anhalt, en maakt deel uit van de Landkreis Börde.
Wellen telt 1.293 inwoners.